# Carl von Bechtold
Carl Philipp Ludwig Bechtold, ab 1829 von Bechtold, (* 26. Januar 1791 in Darmstadt; † 2. Mai 1866 ebenda) war ein hessischer Generalleutnant und Abgeordneter.

## Herkunft
Carl Bechtold war der älteste Sohn des hessen-darmstädtischen Oberstleutnants und Generalstabschefs Carl Bechtold (1762–1809, gefallen in der Schlacht bei Wagram) und dessen Ehefrau Caroline geborene Jäckel (1765–1823). Sein Bruder Friedrich von Bechtold wurde hessischer Minister, sein Bruder Christian von Bechtold (1798–1880) wurde Oberst und Generalstabschef, sein Bruder Ludwig starb mit 31 Jahren als Accessist (Anwärter im Verwaltungsdienst). Die Familie wurde am 17. Februar 1829 in den erblichen großherzoglich hessischen Adelsstand erhoben und trug dann den Namen „von Bechtold“.

## Leben
Wie sein Vater schlug auch Carl von Bechtold die Militärlaufbahn ein. Er trat 1805 als Freikorporal in das Heer der Landgrafschaft Hessen-Darmstadt ein. 1806 wurde er Sekondeleutnant im 1. Leibfüsilierbataillon und nahm im gleichen Jahr beim Feldzug gegen Frankreich teil. Dann diente er ab 1808 im Gardefüsilierbataillon. Von November 1808 bis März 1809 absolvierte er in Metz kriegswissenschaftliche Studien und nahm von März 1809 bis Januar 1810 teil am Krieg gegen Österreich auf der Seite Frankreichs, da Hessen-Darmstadt 1806 dem Rheinbund beigetreten war. 1809 wurde er Premierleutnant im Gardefüsilierbataillon und erhielt den Ludewigsorden. Ein zweiter Studienaufenthalt in Metz dauerte von Juni 1810 bis März 1811. Von Februar 1812 bis März 1813 nahm er am Russlandfeldzug teil. 1813 wurde er Kapitän im 2. Leibgardebataillon und nahm ab März am sechsten Koalitionskrieg teil. Bei der Völkerschlacht bei Leipzig, im Oktober 1813, geriet er in preußische Gefangenschaft. Nachdem Hessen-Darmstadt im November 1813 aus dem Rheinbund wieder ausgetreten war, konnte er im Dezember nach Darmstadt zurückkehren, um von Februar bis Juli 1814 und von Mai bis November 1815 am Feldzug gegen Frankreich teilzunehmen.
1829 wurde Bechtold Major und Kommandeur des 2. Leibregiments. 1833 wechselte er als Major in das Kriegsministerium der Regierung des Großherzogtums Hessen, wo er 1841 Chef der 1. Sektion wurde. 1841 wurde er zum Oberst befördert, 1847 erhielt er den Charakter als Generalmajor.
Nach der Märzrevolution trat er 1848 aus dem Ministerium aus und wurde Kommandeur der 1. Infanterie-Brigade. Nach den Septemberunruhen wurde er am 24. Oktober 1848 Oberkommandierender über die Bundestruppen in der Freien Stadt Frankfurt. Beim Ausbruch des badischen Aufstands von 1849 erhielt er das Kommando der 2. Division des Neckarkorps. Bei dem Gefecht bei Gernsbach an der Murg (29. Juni 1849) befehligte er erfolgreich das aus preußischen, mecklenburgischen, bayerischen, kurhessischen und nassauischen Truppen zusammengesetzte Neckarkorps. Das veranlasste ihn einen Artikel über die Nothwendigkeit einer Vereinbarung über gleiche Kommandowörter im deutschen Bundesheere (Darmstadt 1856) zu verfassen, eine Schrift, die „in erster Linie den Zweck zu erfüllen suchte, die Streitkräfte des deutschen Bundes der taktischen Einheit zuzuführen und so ihrer Zeit weit voraneilte“.
Zum 1. Januar 1853 wurde er zum Kommandeur der Residenz ernannt. Dies war mit der Versetzung in die suite du corps und dem Charakter eines Generalleutnants verbunden. Am 20. Januar 1853 wurde er auf Wunsch zeitweilig pensioniert. 1865 wurde er 2. Inhaber des 1. Infanterie-Regiments. Unter den vielen Auszeichnungen, die im Laufe seiner Karriere erhielt, waren auch der Orden der Ehrenlegion und das Großkreuz des Ordens vom Zähringer Löwen.
1851 bis 1856 war er vom Großherzog ernanntes Mitglied der ersten Kammer der Landstände des Großherzogtums Hessen. Am 18. Januar 1851 legte er seinen Abgeordneteneid ab.

## Familie
Carl von Bechtold, der evangelischer Konfession war, heiratete am 14. August 1817 in Darmstadt Helene Klees (1796–1865) aus Frankfurt am Main. Aus der Ehe gingen folgende Kinder hervor:
- Karl (1818–1879), großherzoglich hessischer Hauptmann a. D. ⚭ 1851 Marie Sommer (* 1833)
- Ludwig (1820–1846), Architekt,
- Georg (1821–1880), großherzoglich hessischer Hofgerichtsrat a. D. ⚭ 1854 Anna Marie Sommer (1835–1857)
- Elise (1825–1896) ⚭ 1854 Georg Adam Wiener († 1887), k.u.K Konsul a. D.